# Achim Kück
Achim Kück (Braunschweig, 1956) is een Duitse componist en jazzpianist, die ook actief is als bigband-leider.

## Biografie
Achim Kück ging als kind piano spelen. Hij studeerde muziek in onder meer Hannover (aan de Hochschule für Musik und Theater) en in Keulen (het Conservatorium). Hij studeerde hier jazz, rock en popmuziek.
Hij toerde met en begeleidde musici als Bill Ramsey, Peter Petrel, Jörg Seidel en Reiner Regel, musici waarvoor hij tevens componeerde, arrangeerde en produceerde. Hij trad tevens op met bijvoorbeeld Romy Camerun, Sigi Busch, Gene Mighty Flea Connors, Lionel Hampton, Cynthia Utterbach, Hajo Hoffmann, Melva Houston en Bengt Kiene. Als pianist deed hij mee aan de film Das Wunder von Bern.
Als componist, arrangeur en muzikaal leider was hij actief voor onder andere het Staatstheater Hannover. Recent speelde hij zijn eigen nummers vooral met zijn eigen band. Hij is te horen op albums van Joe Viera, Bill Ramsey en Peter Petrell.
In 1985 ging Kück lesgeven aan de Musikschule Hannover, hij leidt daar de bigband. Van 1999 tot 2001 was hij docent aan de Hochschule für Musik und Theater in Hannover. Daarnaast leidde hij workshops in Nedersaksen, onder meer voor LAG Jazz.
Achim Kück woont in Bennigsen.

## Discografie (keuze)
met eigen composities
- Achim Kück and Friends: Scurrility[6] (1986)
- Achim Kück Trio feat. John Ruocco: Dark Clouds (met Jean-Louis Rassinfosse, Joost van Schaik en Silvia Droste) (2013)

met interpretaties
- Dete Kuhlmann, Achim Kück, Hajo Hoffmann: Zickendraht (1987?)